# Thalassiodracon
Thalassiodracon ist eine ausgestorbene Gattung der Pliosauroidea, welche im späten Trias bis zum frühen Jura lebten und nur aus dem unteren Lias aus England bekannt sind. Der Typus und die einzige Art ist Thalassiodracon hawkinsi.

## Entdeckung und Benennung
Thalassiodracon hawkinsi ist von einer Reihe vollständiger Skelette bekannt (Lectotyp: NHMUK 2018), die vom Fossiliensammler Thomas Hawkins in Somerset, England, während der frühen 1830er Jahre, vor 1834, erworben wurden. Hawkins, ein exzentrischer Pre-Adamit, der seine Fossilien gut restaurieren und von angesehenen Künstlern in teuren Ausgaben illustrieren ließ, nannte diese Plesiosaurus triotarsostinus im Jahr 1834 und Hezatarostinus im Jahr 1840, aber diese Namen werden im Allgemeinen ignoriert. Thalassiodracon lebte in der späten Trias (Rhaetium) bis zum frühen Jura (Hettangium) in Europa (Altersbereich: vor 201,6 bis 196,5 Millionen Jahren). Es wurde 1838 von Richard Owen als Plesiosaurus hawkinsii benannt und 1996 von Storrs & Taylor zur Typusart der Gattung Thalassiodracon gemacht.
Eine Replik des Holotyp-Exemplars, repliziert und katalogisiert als LDUCZ-X227, befindet sich seit 1890 in der Sammlung des Grant Museum of Zoology and Comparative Anatomy in London, England. Es wurde von Ray Lankester katalogisiert und ist ein Abguss eines Exemplars, das 1862 von Henry Augustus Ward erstellt wurde. Das Originalfossil, katalogisiert als NHMUK 2018 und ebenfalls von Hawkins in den 1830er Jahren erworben, kann im Natural History Museum in London, England, betrachtet werden.
Der Gattungsname Thalassiodracon bedeutet „Meerdrache“, während der Artname „hawkinsi“ Hawkins ehrt.

## Beschreibung
Thalassiodracon war ein kleiner Plesiosaurier, der etwa 1,5 m lang war. Er hatte eine Schädellänge von 17 cm, eine Halslänge von 75,5 cm und eine Rumpflänge von 68 cm.
Der Hals von Thalassiodracon war jedoch etwas kürzer als der von späteren Plesiosauriern. Die Anzahl der Halswirbel betrug zwischen 27 und 31 Stück, während die des Plesiosaurus 35–37 Stück betrugen. Außerdem war der Schädel ungewöhnlich kurz und mit langen Zähnen ausgestattet. Die Augenhöhlen waren sehr groß und mit einer ringförmigen, knöchernen Verstärkung (Skleralring) versehen. Wie alle Plesiosaurier hatte dieses Tier paddelartige Flossen zum Schwimmen im Meer.
Eine Computertomographie eines außergewöhnlich gut erhaltenen Schädels und die Untersuchung anderer Exemplare (Benson et al., 2011) liefern neue anatomische Daten. Thalassiodracon hatte einen dorsomedianen Grat auf dem Prämaxillare, eine squamosale Verdickung, vier Prämaxillarzähne und eine heterodonte Maxillarzahnreihe.

## Klassifizierung
Thalassiodracon wurde ursprünglich in die Gattung Plesiosaurus eingeordnet. Nach einer Untersuchung eines Schädels wurde es viele Jahre später in die neue Gattung Thalassiodracon verschoben. Dieses Tier gilt als einer der ältesten Vertreter der Gruppe der Plesiosaurier und möglicherweise als Vorfahr der Überfamilie Pliosauroidea (Kurzhals-Plesiosaurier).
Das folgende Kladogramm basiert auf einer Analyse von Ketchum & Benson, 2011.